# Heurlins plats

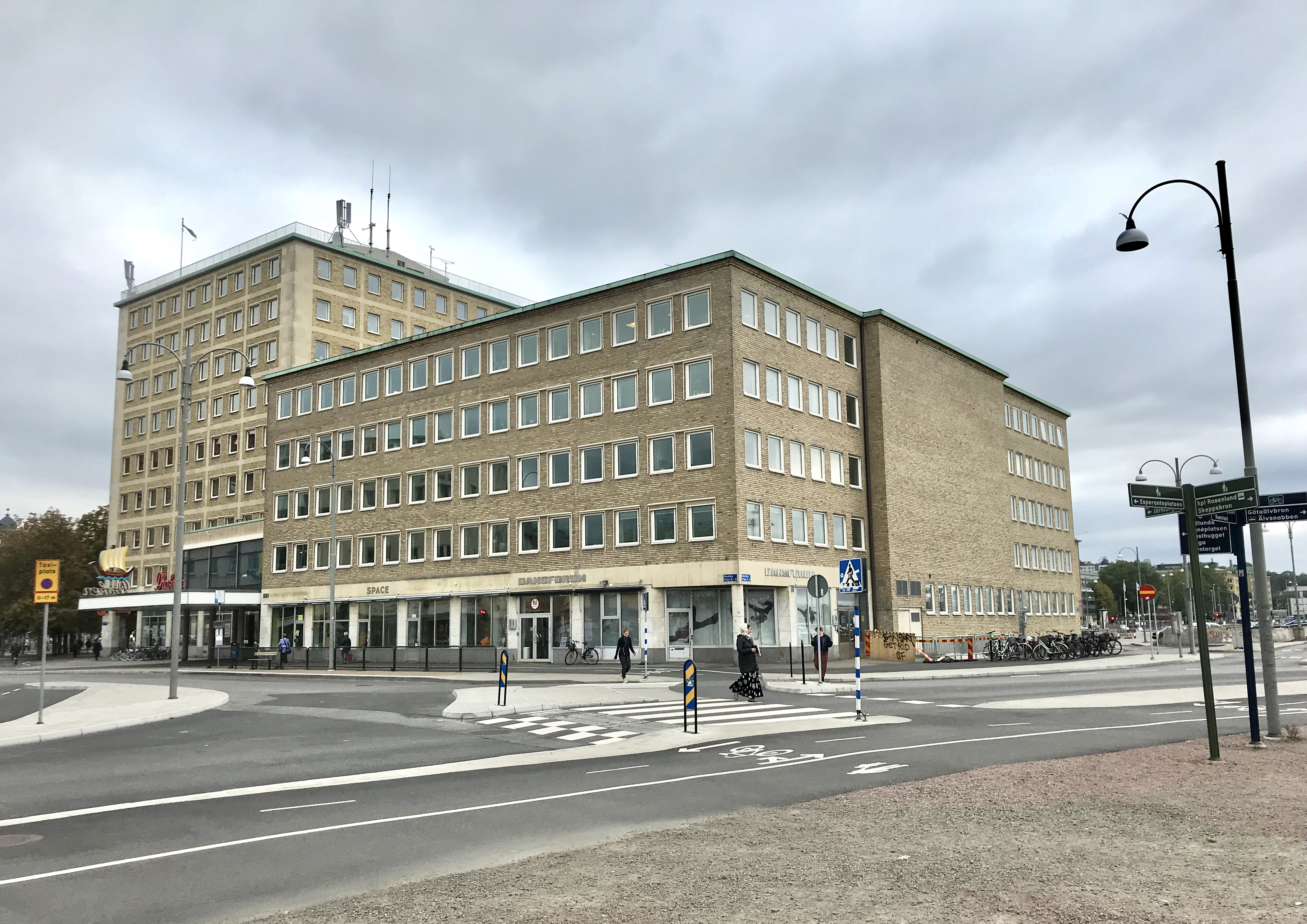
Folkets hus, med biografen Draken till vänster i bild, sett från Heurlins plats (2019).

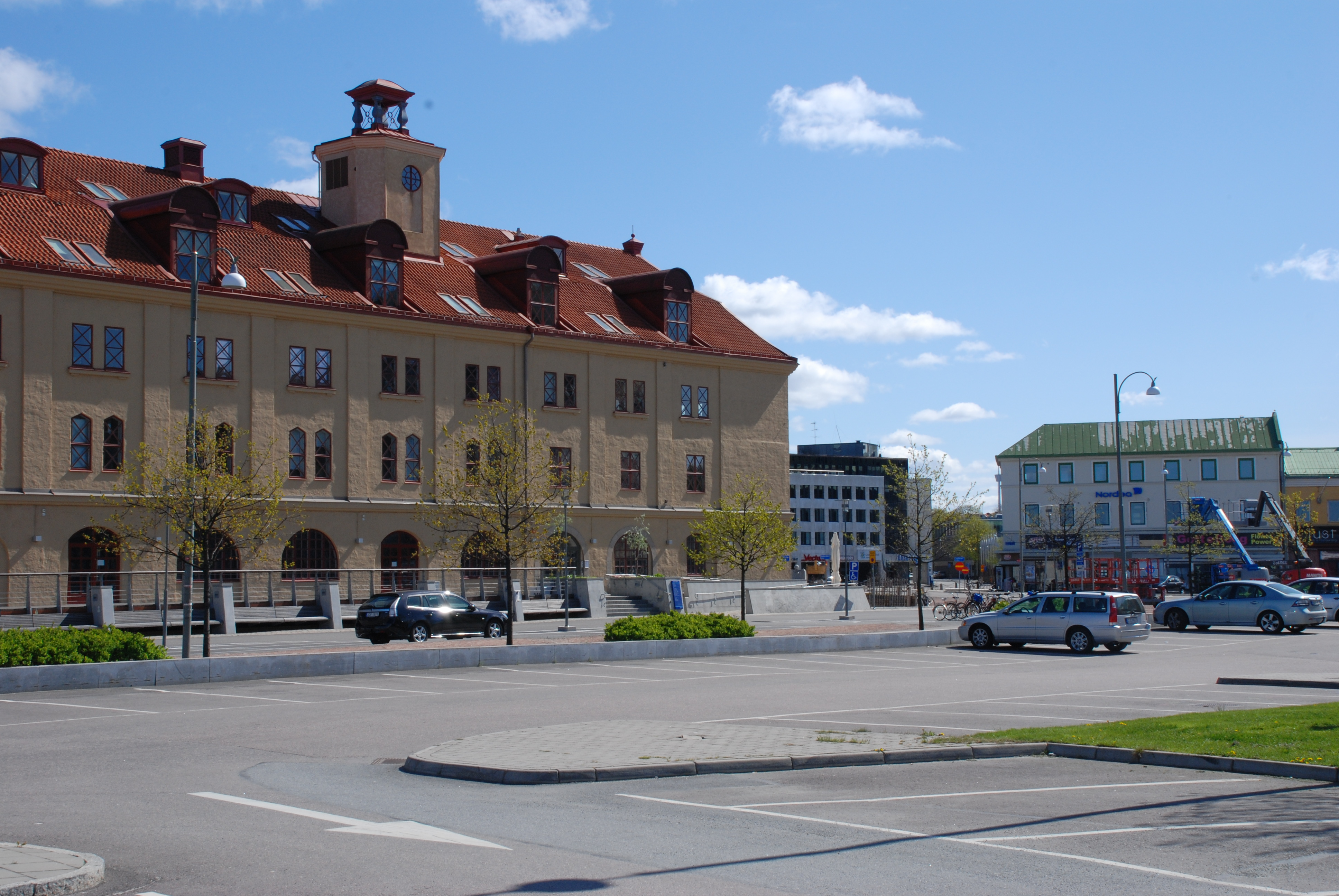
Göteborgs lagerhus vid Heurlins plats (2012).

Heurlins plats är ett torg i stadsdelen Masthugget i Göteborg. Platsen sträcker sig mellan Emigrantvägen (norr), Folkets hus (söder), Järnvågsgatan (väster), Göteborgs lagerhus (nordost) och Järntorgsgatan (sydost).
Platsen fick sitt namn 1954 till minne av skräddarmästaren Carl Martin Heurlin, som hjälpte August Palm att sprida socialismen i Göteborg. Heurlin var en av initiativtagarna till den första socialdemokratiska sammanslutningen i landet, Socialdemokratiska föreningen (Arbetarklubben), vars första sammanträde hölls i Heurlins verkstad på Kyrkogatan 10 den 14 april 1884.